# 細見綾子
細見 綾子（ほそみ あやこ、1907年3月31日 - 1997年9月6日）は、兵庫県出身の俳人。松瀬青々に師事、「倦鳥」を経て「風」同人。夫は沢木欣一。

## 経歴
1907年（明治40年）、父・細見喜市､母・とりの長女として兵庫県氷上郡芦田村、現・兵庫県丹波市青垣町東芦田に生まれる。実家は江戸時代から名主をつとめた素封家。
1919年、柏原高等女学校に入学、寮生活を送る。1923年、日本女子大学校国文科入学。1927年（昭和2年）、同大学を卒業、同時に東京大学医学部助手の太田庄一と結婚。1929年、夫を結核で失い、秋に肋膜炎を発病したため帰郷。佐治町の医師でもあった俳人・田村菁斎の勧めで俳句を始め、松瀬青々の俳誌「倦鳥」に入会、その年に投句し初入選する。
1934年、大阪府池田市に転地療養。1937年、青々が没し、その遺稿集の清書・編集に携わる。1942年、後の夫沢木欣一と知り合い、沢木が出征した際には句集の草稿を預かり出版に尽力した。1946年、沢木の「風」創刊に同人として加わり、1947年、沢木と結婚。「風」編集兼発行人を務めた。肋膜炎の完治後、1956年に東京都武蔵野市に転居。
1965年、母校である芦田小学校の校歌の作詞を手掛ける。1952年、第2回茅舎賞（現・現代俳句協会賞）受賞、1975年、句集『伎芸天』で芸術選奨文部大臣賞を受賞、1979年、句集『曼陀羅』他の業績により蛇笏賞を受賞、1981年、勲四等瑞宝章を受章。 1997年9月6日、90歳で死去。

## 作品
代表句として、
- そら豆はまことに青き味したり
- チューリップ喜びだけを持つてゐる
- ふだん着でふだんの心桃の花
- つばめ／＼泥が好きなる燕かな
- 鶏頭を三尺離れもの思ふ
- 女身仏に春剥落のつづきをり

などがある。青々晩年の「倦鳥」にて古屋秀雄、右城暮石とともに若手の代表作家として活躍、師・青々の作風から強い影響を受け、写生に徹しながらなおかつ主情的・直感的な句をものした。結婚、出産を経て戦後はそれまでと異なるテーマを付け加えていったが、社会性俳句の旗手とされた沢木欣一を夫としながらも、社会性俳句からは刺激を受けていると言うにとどまり表現の上では距離を置いている。生前の句集は『桃は八重』『冬薔薇』『雉子』『伎芸天』『曼陀羅』など十冊に及ぶ。『伎芸天』が芸術選奨を受けた際には、「繊細典雅、対象把握の的確さ、自在さ」と評価を受けた。

## 著書
- 『桃は八重 句集』倦鳥社 1942
- 『冬薔薇 句集』風発行所 1952.8
- 『雉子 句集』琅玕洞 1956
- 『私の歳時記』風発行所 1959.8
- 『伎藝天』角川書店、1974 /文庫版 邑書林 1996 (邑書林句集文庫)
- 『私の歳時記』牧羊社 1975
- 『細見綾子集』俳人協会(自註現代俳句シリーズ)1976
- 『曼陀羅 句集』立風書房 1978
- 『花の色 随筆集』白凰社 1978
- 『俳句の表情』求龍堂 1982
- 『奈良百句』用美社 1984
- 『存問 句集』角川書店 1986
- 『欣一俳句鑑賞』東京新聞出版局 1991
- 『細見綾子 自選三百句』春陽堂書店 (俳句文庫) 1992
- 『虹立つ 句集』角川書店 1994
- 『綾子俳句歳時記』東京新聞出版局 1994
- 『武蔵野歳時記』東京新聞出版局 1996
- 『細見綾子』花神社(花神コレクション) 1998
- 『細見綾子全句集』沢木太郎 編. KADOKAWA, 2014.9

## 関連文献
- 杉橋陽一『剥落する青空 細見綾子論』白凰社 1991
- 沢木欣一編『細見綾子俳句鑑賞』東京新聞出版局 1992
- 林徹『細見綾子秀句』翰林書房 2000